# Fenomeno Phi

Esempio di Fenomeno Phi: una successione di immagini dà l'illusione che la pallina si stia muovendo.

Fenomeno Phi è il nome dato all'ipotesi di spiegazione della percezione illusoria descritta da Max Wertheimer nel suo Experimentellen Studien über das Sehen von Bewegung (Studi sperimentali sulla percezione del movimento, 1912), dove un'incorporea percezione del movimento è prodotta da una successione di immagini statiche. 

## L'esperimento
La classica dimostrazione del fenomeno phi coinvolge uno spettatore o un pubblico che guarda uno schermo, sul quale lo sperimentatore proietta due immagini in successione. La prima immagine rappresenta una linea sul lato sinistro del fotogramma. La seconda immagine rappresenta una linea sul lato destro. Il tempo / ritardo (l'intervallo inter-stimolo, ISI) tra la scomparsa della prima immagine e l'apparizione della seconda viene variato. Una volta che entrambe le immagini sono state proiettate, lo sperimentatore chiede allo spettatore o al pubblico di descrivere ciò che è stato visto. La risposta cambia al variare della durata del ritardo tra la presentazione della prima e della seconda riga.
Con un intervallo molto ridotto tra le due presentazioni (circa 0-30 millisecondi nello studio originale), lo spettatore riferirà di percepire simultaneamente le due linee. All'aumentare del tempo che intercorre tra le due presentazioni, poco prima che le due linee non siano più percepite simultaneamente ma in successione, si verifica il fenomeno phi: sebbene entrambe le linee siano percepite come stazionarie e simultanee, tra di esse viene percepito il movimento. Questo movimento è descritto come avente direzione (dalla linea presentata in precedenza alla linea presentata più tardi) pur non essendo legato a un oggetto. È stato quindi descritto anche come movimento "puro", ovvero movimento non legato a un oggetto.
Questa osservazione ha portato Wertheimer a suggerire che la percezione del movimento è "primaria come qualsiasi altro fenomeno sensoriale". Ad esempio: il tatto può essere percepito senza vedere (o sentire, odorare, ...) di essere toccati. In questo senso, è "primario" in quanto non si basa su nessun altro senso per essere percepito. Allo stesso modo, il movimento phi è percepito senza vedere un oggetto in movimento, rendendolo allo stesso modo 'primario'.
Se il ritardo tra le presentazioni consecutive viene prolungato ulteriormente, viene percepito il "movimento beta": la linea in posizione A viene percepita come spostata in posizione B. Negli esperimenti originali di Wertheimer, un ritardo di 60 ms è risultato essere ottimale per ottenere questo tipo di percetto. Se il ritardo è ulteriormente prolungato, si possono percepire due forme di movimento parziale: movimento doppio e movimento singolo. Nel movimento doppio, vengono percepite due linee che si muovono entrambe, ma non in modo continuo. Nel movimento singolo, vengono percepite due linee di cui solo una si sta muovendo. Infine, da un ritardo di circa 200 ms in poi, le due linee vengono percepite in successione: prima A, poi B.

## Applicazioni
Il fenomeno Phi fornisce una spiegazione alla percezione del movimento che si ha nel cinema e nell'animazione, oltreché in alcuni apparecchi come il fenachistoscopio e lo zootropio.